# Kamen Rider Super-1
Kamen Rider Super-1 (仮面ライダースーパー1 Kamen Raidā Sūpā-Wan, "Masked Rider Super-1") là một loạt phim nói về đề tài Tokusatsu siêu anh hùng của Nhật Bản. Nó là phần thứ bảy trong Kamen Rider. Bộ phim đã được phát sóng trên Mainichi Broadcasting System từ ngày 17 tháng 10 năm 1980 đến 03 tháng 10 năm 1981, kéo dài 48 tập. Bộ phim là một sản phẩm hợp tác giữa Toei Company và Ishinomori Productions, và đã được tạo ra bởi Shotaro Ishinomori.

## Cốt truyện
Kazuya Oki tình nguyện trải qua phẫu thuật điều khiển học trong chương trình International Space Development Program được tổ chức tại Hoa Kỳ để trở thành một phi hành gia có thể sống sót ngoài vũ trụ mà không cần một bộ đồ không gian cồng kềnh. Sau khi phẫu thuật thành công, anh được đặt tên mã là "Super-1". Tuy nhiên, trước khi anh có thể khởi hành vào vũ trụ, căn cứ nơi anh hoạt động đã bị Vương quốc Dogma tấn công. Chỉ mình Kazuya trốn thoát và quyết tâm trả thù cho cái chết của các nhà khoa học, anh trở về Nhật Bản và được đào tạo bởi một chuyên gia võ thuật, Master Genkai. Với kiến thức này, anh có thể biến thành Kamen Rider Super-1 mạnh mẽ để chiến đấu với Vương quốc Dogma độc ác và sau đó là Jin Dogma.

## Nhân vật

### Riders
| Kamen Rider Super-1 | Kazuya Oki |

Kazuya Oki / Kamen Rider Super-1 (沖 一也／仮面ライダースーパー１［ワン］ Oki Kazuya / Kamen Raidā Sūpā-Wan, 1-21, Kamen Rider Super-1: The Movie & 22-48): Nhân vật chính của phim. Là tình nguyện viên đã trải qua phẫu thuật điều khiển học trong Chương trình phát triển không gian quốc tế tại Hoa Kỳ để trở thành một phi hành gia có thể sống sót ngoài vũ trụ mà không cần bộ đồ không gian cồng kềnh. Sau khi phẫu thuật thành công, anh ta được đặt tên mã là "Super-1". Tuy nhiên căn cứ hoạt động của anh bị Dogma Kingdom tấn cống, chỉ Kazuya mới có thể trốn thoát. Quyết tâm trả thù cho cái chết của các nhà khoa học, anh trở về Nhật Bản và được đào tạo bởi một chuyên gia võ thuật, Master Genkai. Với kiến thức này, anh ta có thể biến thành Kamen Rider Super-1 mạnh mẽ.
Khi bắt gặp quái vật, anh intones: Henshin! (変身！ Henshin!)

### Đồng minh
- Genjiro Tani (谷 源次郎 Tani Genjirō?, 2-21, Kamen Rider Super-1: The Movie & 22-48): người cố vấn và tri kỉ của Kazuya. Anh cũng từng xuất hiện trong Kamen Rider Skyrider với vai trò là chủ của Blanca Coffee Shop đóng vai trò là căn cứ hoạt động của SkyRider. Nhưng anh đã đóng cửa quán cà phê và mở ra Tani Motor Shop, một cửa hàng cho thuê sửa chữa xe máy đóng vai trò là cơ sở hoạt động cho Kamen Rider Super-1 và nhân viên của anh trong việc hỗ trợ Kazuya trong cuộc chiến chống lại Vương quốc Dogma và Jin Dogma.
- Professor Henry (ヘンリ ー博士 Henrī Hakase?, 1): người biến Kazuya Oki thành Kamen Rider Super-1 bằng máy tính trước khi nó bị phá hủy bởi chính ông. Ông là Giám đốc Viện Phát triển Không gian Quốc tế Hoa Kỳ và giống như là cha mẹ của Kazuya. Giống như Kazuya, ông coi phát triển không gian là ước mơ của tất cả loài người nhưng từng từ chối Kazuya, người tình nguyện trở thành một cyborg khi nói rằng: "Nếu trở thành một con người được tu sửa, cậu sẽ không bao giờ có thể trở lại thành con người". Kazuya không ngần ngại xung phong: "Tôi muốn kế thừa di nguyện của cha tôi", ông chấp nhận suy nghĩ trong sáng của anh và chuyển đổi anh thành Super 1. Sau đó, ông bị bắt cóc bởi Dogma và buộc phải hợp tác nhưng đã từ chối và liên lạc với Tani, giao phó Kazuya cho anh. Ông bị giết bởi Fire Kong (ファイヤーコング Faiyā Kongu?, 1 & 2).
- Red Heart Temple (赤心寺 Sekishin Tera?): là ngôi đền nơi Master Genkai làm chủ và là nơi ông cũng như học trò của mình, Benkei, dạy võ cho Kazuya.
  - Master Genkai (玄海 老師 Genkai Rōshi?, 2, 10, 12-13, 17, Kamen Rider Super-1: The Movie & 23): là thầy dạy võ cho Kazuya khi anh mới tới Nhật Bản để gia tăng khả năng chiến đấu của anh như là Kamen Rider Super-1. Ông là một linh mục và là bậc thầy tối cao của Akashin Shaolin Kung Fu cũng như Kenpo. Mặc dù đã già nhưng tay đấm của ông còn tốt hơn Kazuya, và trong phiên bản điện ảnh, ông đã đánh bại quái vật Strong Bear (ストロングベアー Sutorongu Beā?, Kamen Rider Super-1: The Movie) bằng nắm đấm cực mạnh của mình. Ông chết sau khi bị Kaiser Crow tấn công trong tập 23. Tuy nhiên, Ông đã phát hiện ra điểm yếu của Kaiser Crow và nói với Kazuya.
  - Benkei (弁慶 Benkei?, 2, 10, 12-13, 17, Kamen Rider Super-1: The Movie & 23): là một võ sĩ người Nhật đã giúp Kamen Rider Super-1 trong chiến đấu. Ông là đại đệ tử của Master Genkai và là thầy dạy võ Shaolin Kung Fu. Anh nghĩ Kazuya giống như một người em trai, nhưng với tư cách là một bậc thầy Kenpo, anh đã biến trái tim Kazuya thành một con quỷ và huấn luyện anh ấy một cách nghiêm khắc. Trong tập 23, anh trở thành tấm lá chắn bảo vệ Kazuya khỏi những mũi tên do Terror Macro Guards bắn và chết.
- Masao Kozuka / Choro (小塚 政夫/チョロ Kozuka Masao / Choro?, 2-21, Kamen Rider Super-1: The Movie & 22-48): Một nhân viên của Tani Motor Shop. Anh hỗ trợ Kazuya cùng với Tani và Harumi nhưng anh ấy rất phong độ, nhẹ miệng và thường xuyên bị kẻ thù bắt được. Thực ra, ngày xưa anh là một tên trộm khét tiếng trong thế giới ngầm, thậm chí anh có thể tùy ý tháo khớp thân thể và thoát khỏi một chỗ hẹp. Trong tập 44, anh đã bị Jin Dogma tẩy não vì chiến tích này và sắp bị lợi dụng để cướp nhiên liệu tên lửa. Lý do chính của việc bị bắt là vì anh gọi Kazuya một cách thân thiết và anh có thể đi theo Kazuya một cách tự do vì Kazuya tôn trọng anh. Sau đó anh trở thành thành viên danh dự của Junior Rider Corps.
- Harumi Kusanami (草波 ハルミ Kusanami Harumi?, 2-21, Kamen Rider Super-1: The Movie & 22-48): Một nhân viên bán hàng của Tani Motor Shop. Cô có sở thích với xe 1 bánh. Cô có cảm tình với Kazuya và hỗ trợ anh chống lại Dogma Kingdom và Jin Dogma.
- Masako Mizunuma (水沼 マサコ Mizunuma Masako?, 24-48): là bạn thân nhất của Harumi đang làm công việc tình nguyện. Sau khi dính líu đến vụ việc do Jin Dogma gây ra, cô bắt đầu làm việc tại Tani Motor Shop với tư cách là phó đội trưởng và phóng viên của Junior Rider Corps.
- Junior Rider Team (ジュニアライダーチーム Junia Raidā Chīmu?): Là một nhóm những đứa trẻ giúp đỡ Kazuya Oki. Mỗi thành viên đều đội mũ đồng phục tùy chỉnh và mặt dây chuyền được mô phỏng giống như mặt nạ của Super-1. Buổi lễ trưởng thành được tổ chức trong tập 13. Sau đó, cô trở thành đội trưởng của Junior Rider Corps và nắm quyền chỉ huy đội.
  - Ryo Kusanami (草波 良 Kusanami Ryō?, 2-21, Kamen Rider Super-1: The Movie & 22-48): em trai của Harumi. Là một cậu bé có ý thức công lý mạnh mẽ. Cậu tôn trọng Kazuya và học hỏi Kenpo từ anh ấy. Khi Jin Dogma bắt cóc Giáo sư Kitani trong tập 24, cậu đã cùng với Daisuke đi theo chị gái để giải cứu ông và như một lời cảm ơn, giáo sư đã tặng một chiếc xe đạp cho cậu cùng với những người bạn đi cùng cậu. Lúc này, cậu đề xuất thành lập một Junior Rider Corps và trở thành trung tâm.
  - Daisuke Akita (秋田 大助 Akita Daisuke?, 24-48): Một người bạn tốt và là thành viên của Junior Rider Team. Người khổng lồ nhất trong team và là người ăn nhiều nhất. Tuy có thân hình to lớn nhưng tính khí lại nhỏ nhen. Tất cả các thành viên của Junior Rider Corps đều đội mũ bảo hiểm và mặt dây chuyền bạc mô phỏng khuôn mặt của Super 1, và đi trên những chiếc xe đạp màu đỏ.
  - Shigeru Matsuoka (松岡 シゲル Matsuoka Shigeru?, 24-48): Một thành viên của Junior Rider Corps. Là một cậu bé gầy và biệt danh của cậu là "Yase" (やせ, "Thin") dựa trên đặc điểm đó. Cậu thường lập đội với Daisuke.
  - Mamoru Murayama (村山 マモル Murayama Mamoru?, 24-48): Một thành viên của Junior Rider Corps. Là một cậu bé hiền lành, ít nói và rắn rỏi.
  - Takeshi Tanaka (田中 タケシ Tanaka Takeshi?, 24-48): Một thành viên của Junior Rider Corps. Là một cậu bé ốm yếu và dễ bị bệnh.
  - Michiru Ishikawa (石川 ミチル Ishikawa Michiru?, 24-48): Thành viên nữ duy nhất của Junior Rider Team. Là một cô bé mạnh mẽ lái một chiếc xe đạp màu vàng dành cho con gái và có biệt danh là "Omase" (おませ).
  - Masaru Ishikawa (石川 マサル Ishikawa Masaru?, 24-48): Là em trai của Michiru và là thành viên nhỏ tuối nhất của Junior Rider Team. Cậu là người duy nhất sử dụng bánh xe phụ khi đi xe đạp. Cậu được các bạn tốt gọi là "Chibi" (チビ). Mặc dù cậu là một cậu bé gây rối với tính cách trẻ con và ích kỷ, nhưng hành động của cậu có thể dẫn đến việc giải quyết vụ án.

## Dogma Kingdom
Dogma Kingdom (ドグマ王国 Doguma Ōkoku, 1-21, Kamen Rider Super-1: The Movie & 22-24) là một tổ chức cực đoan bí mật có nguồn gốc từ Dark-Nebula B-26 đang tìm cách giết Super-1 và thống trị trái đất bằng cyborg của chúng, thanh trừng tất cả những người được coi là không xứng đáng với những điều không tưởng. Tổ chức này được lãnh đạo bởi Hoàng đế khủng bố Macro với General Megirl dẫn đầu các quái vật trong các nhiệm vụ của chúng.

### Hoàng đế khủng bố Macro
Emperor Terror Macro (帝王テラーマクロ Teiō Terā Makuro): là thủ lĩnh của Vương quốc Dogma, một người đàn ông với vẻ ngoài cổ xưa, được bảo vệ bởi đội quân Dogma Bodyguard với sức mạnh dường như vượt xa General Megirl. Những chiếc chuông treo dưới chiếc nhẫn ngai vàng của hắn để thông báo sự xuất hiện của hắn, và cũng phục vụ như một phương tiện kỷ luật. Sau khi nhận được "immortality baptism" từ Dogma God, hắn trở nên gần như bất tử, giữ lại nơi con quạ bí ẩn bay vào lâu đài của hắn, vì nơi này không được bao phủ bởi dòng máu bất tử. Điểm yếu này cuối cùng đã chống lại hắn khi nó được phát hiện bởi Master Genkai. Con quạ bay đi để lộ điểm yếu, và sau đó tiết lộ rằng mình đã làm việc cho Marshal Demon. Hình dạng thực sự của Hoàng đế khủng bố Macro là một con con quạ được trang bị những móng vuốt sắc nhọn và tên lửa siêu nhỏ từ mỏ và ngón chân với tên gọi là Kaiser Crow (カイザーグロウ Kaizā Gurō). Sau thất bại của General Megirl khi tiêu diệt Super-1, hắn biến thành Kaiser Crow để chiến đấu với Super-1. Hắn thành công trong việc giết Benkei, Master Genkai và tất cả các đệ tử của Sekishin Shorinken Fist trước khi bị tiêu diệt bởi Super Rider Moon Surface Kick của Kamen Rider Super-1.

### Dogma Kingdom general
General Megirl / Death Buffalo (メガール将軍／死神バッファロー Megāru Shōgun / Shinigami Baffarō, 1-21, Kamen Rider Super-1: The Movie & 22-23): là vị tướng duy nhất của Vương quốc Dogma. Ông ban đầu là một con người với cái tên Masato Okuzawa (奥沢正人 Okuzawa Masato) cho đến khi một sự kiện xảy ra 5 năm trước đã dẫn đến việc ông tham gia Dogma. Ông cưỡi một con ngựa tên là Baraga (バラガ Baraga) và là một bậc thầy về kiếm. Hình dạng thật của ông là một con buffalo được trang bị một quả bóng sắt khổng lồ có sức công phá lớn và một kỹ thuật xử lý vai với 30 tấn lực khi kết hợp với quả bóng. Ông còn được nhìn thấy sử dụng một kỹ thuật nhân đôi cơ thể để thoát khỏi cái chết dưới tay của Mukaderiya (ムカデリヤ Mukaderiya, 14). Sau khi tất cả thuộc hạ của mình bị giết, ông biến thành Death Buffalo để chiến đấu với Kamen Rider Super-1 và bị tiêu diệt bởi Super Rider Spark Kick của Kamen Rider Super-1.
Lower Commander
- Commander Blue Demon (青鬼指揮官 Aooni shiki-kan?, 3): Một trung úy đã làm việc cùng với Elekibas. Ông bị tiêu diệt bởi Super Rider Two-handed Carotid Artery Strike technique của Super-1.
- Doctor Gaigan (ドクター・ガイガン Dokutā Gaigan?, 9): Người đứng đầu nhóm sản xuất quái vật siêu khoa học của Dogma. Trong số những con quái vật ông tạo ra có Ganigannii (ガニガンニー Ganigannī?, 9).

### Another
- Dogma Fighter (ドグマファイターDoguma Faitā?): những người lính mặc đồng phục đỏ có mặt nạ trắng và đường kẻ trắng, đeo kính và có đôi tai giống như máy phát tín hiệu. Các nhà khoa học mặc thêm chiếc áo choàng trắng.
- Dogma Kaijin (ドグマカイジンDoguma Kaijin?): là những con quái vật của vương quốc Dogma gây hại cho con người trong Kamen Rider Super-1 và là những kẻ thù mà Super-1 thường xuyên tiêu diệt. Chúng là những cyborg được tạo ra bằng công nghệ ngoài hành tinh và dựa trên một số loài động vật, côn trùng, thực vật hoặc cá.
- Dogma Bodyguard (ドグマ親衛隊Doguma Shin'eitai?): những vệ sĩ bảo vệ mặc đồng phục màu bạc, mặc áo choàng đỏ và đeo mặt nạ nửa trên đỏ, nửa dưới bạc sẽ không cho phép bất cứ ai đến quá gần với Terror Macro. Họ có cấp bậc cao hơn General Megirl.

## Jin Dogma
Jin Dogma (ジンドグマ Jin Doguma, 23-48) là tổ chức xấu xa xuất hiện sau khi Dogma Kingdom bị phá hủy. Trong khi Vương quốc Dogma được cai trị trực tiếp bởi Emperor Terror Macro, Marshal Demon là chủ nhân của hắn đã thành lập tổ chức từ trong bóng tối. Ngay khi Dogma Kingdom bị tiêu diệt, tổ chức Jin Dogma đã lập tức xuất hiện để khủng bố Nhật Bản. Những con quái vật cyborg thường xuyên bị Kamen Rider Super-1 đánh bại cho đến khi Marshal Demon dùng đến việc phái các tướng của mình vào trận chiến trực tiếp theo sau mình.

### Nguyên soái quỷ dữ
Marshal Demon (悪魔元帥 Akuma Gensui): là thủ lĩnh thực sự của Vương quốc Dogma trên cả Hoàng đế khủng bố Macro và là thủ lĩnh trực tiếp của Jin Dogma. Một chiến binh cyborg lạnh lùng, người ca ngợi vinh quang của điều khiển học, hình dạng thật của Nguyên soái quỷ dữ là một con rắn với tên gọi là Satan Snake (サタンスネーク Satan Sunēku). Ở hình dạng này, hắn có thể vươn cổ và bắn những tia năng lượng từ đôi mắt gọi là Snake Beam. Sau khi những người hầu của hắn bị giết bởi Kamen Rider Super-1, hắn biến thành Satan Snake để chiến đấu với Kamen Rider Super-1. Hắn đã bị hủy diệt bởi Super-1 với Lightning Sword.

### Jin Dogma general
- Princess Yokai / Satan Doll (妖怪王女／サタンドｰル Yōkai Ōjo / Satan Dōru?, 23-46): là một vị tướng của Jin Dogma. Bà đeo mặt nạ bướm và không quan tâm đến các vấn đề của Jin Dogma. Hình dạng thật của Công chúa Yokai là một con doll. Ở hình dạng này bà có thể biến thành một con búp bê, sử dụng telekinesis để ném kẻ thù, dịch chuyển bản thân và kẻ thù và sử dụng răng nanh của mình như lựu đạn. Bà bị tiêu diệt bởi Super Rider Horizon Kick của Kamen Rider Super-1.
- Commander Onibi / Onibibinba (鬼火司令／オニビビンバ Onibi Shirei / Onibibinba?, 23-46): là một vị tướng nóng tính của Jin Dogma mặc bộ quần áo xương người, áo choàng đỏ và chiếc mặt nạ có gắn chiếc đầu lâu ở trên cùng, được trang bị một cây gậy có thể phát ra lửa và điện. Hình dạng thật của Chỉ huy Onibi là quỷ lửa có khuôn mặt đầu lâu với những chiếc răng khổng lồ được trang bị lưỡi hái, một cặp bazooka trên lưng và có thể phát ra ngọn lửa phóng xạ từ tay phải. Ông bị tiêu diệt bởi Super Rider Horizon Kick của Kamen Rider Super-1.
- Doctor Ghost / Gold Ghost (幽霊博士／ゴールドゴースト Yūrei Hakase / Gorudo Gōsuto?, 23-47): là một vị tướng khác thường của Jin Dogma mặc bộ trang phục cùng chiếc áo choàng đều màu trắng. Hình dạng thật của Bác sĩ ma là một con ghost mặc bộ trang phục cùng chiếc áo choàng đều màu đen. Ở hình dạng này, mắt trái của ông có thể tạo ra hình ba chiều, cánh tay trái của ông có thể phóng tên lửa và có thể giải phóng một loại nấm mốc độc hại khỏi cơ thể ông có tên là Gold Disease. Ông bị tiêu diệt bởi Sky Continual Kick của Kamen Rider Super-1.
- Staff Officer Witch / Majoringa (魔女参謀／マジョリンガ Majo Sanbō / Majoringa?, 23-48): là một nữ phù thủy đầy tham vọng và là nữ tướng quân của Jin Dogma. Hình dạng thật của Cán bộ Witch là một witch mặc bộ đầm màu đỏ siêu ngắn, áo choàng màu đen không rủ xuống mà được giữ hất lên trên. Ở hình dạng này, bà có thể biến thành một con sâu bướm khổng lồ và điều chỉnh tâm lý ném đá trong một kỹ thuật gọi là Rock Skipping. Cô đã bị tiêu diệt khi chiến đấu với Super-1 bởi Lightning Sword trong khi khen ngợi Jin Dogma với hơi thở cuối cùng.

### Another
- Jin Fighter (ジンファイター Jin Faitā?): những người lính mặc đồng phục màu đỏ có mặt nạ bạc và đường kẻ bạc, là phiên bản bị tẩy não và nâng cấp các Dogma Fighter của Vương quốc Dogma. Còn các vệ sĩ có mặt nạ vàng kim và đường kẻ vàng kim.
- Jin Dogma Kaijin (Jin Dogma Kaijin Jin Doguma Kaijin?): là những con quái vật của Jin Dogma gây hại cho con người trong Kamen Rider Super-1 và là những kẻ thù mà Super-1 thường xuyên tiêu diệt. Chúng là những quái vật không gian mạng được tạo ra từ công nghệ ngoài hành tinh dựa trên các vật thể vô tri và mạnh hơn quái vật của Dogma Kingdom.

## Tập phim
| Episode | Tên tập phim                         | Tên tập phim                                         | Tên tập phim                                                             | Đạo diễn         | Biên kịch        | Ngày phát sóng gốc   |
| Episode | Tiếng Nhật                           | Phiên âm                                             | Tiếng Việt                                                               | Đạo diễn         | Biên kịch        | Ngày phát sóng gốc   |
| ------- | ------------------------------------ | ---------------------------------------------------- | ------------------------------------------------------------------------ | ---------------- | ---------------- | -------------------- |
| 1       | 惑星用改造人間の大変身               | Wakusei Yō Kaizō Ningen no Dai Henshin               | Sự biến đổi vĩ đại của con người để tu sửa hành tinh                     | Minoru Yamada    | Takashi Edzure   | 17 tháng 10 năm 1980 |
| 2       | 闘いの時来たり！技は赤心少林拳       | Tatakai no Toki Kitari! Waza wa Sekishin Shōrin Ken  | Thời gian chiến đấu đã đến! Kỹ thuật nắm đấm Sincere Shaolin             | Minoru Yamada    | Takashi Edzure   | 24 tháng 10 năm 1980 |
| 3       | 行け！地の果てドグマの黄金郷         | Ike! Chi no Hate Doguma no Ōgonkyō                   | Tiến lên! Hồi kết của trái đất, El Dorado của Dogma                      | Shigeho Hirota   | Takashi Edzure   | 31 tháng 10 năm 1980 |
| 4       | 走れ一也！ドグマ死の結婚行進曲       | Hashire Kazuya! Doguma Shi no Kekkon Kōshinkyoku     | Chạy đi, Kazuya! Đám cưới tháng ba chết người của Dogma                  | Shigeho Hirota   | Tsutomu Tsukushi | 7 tháng 11 năm 1980  |
| 5       | 跳べ一也！悪魔のマシーンレース       | Tobe Kazuya! Akuma no Mashīn Rēsu                    | Nhảy đi, Kazuya! Cuộc đua máy quỷ                                        | Minoru Yamada    | Tsutomu Tsukushi | 14 tháng 11 năm 1980 |
| 6       | 助けて～ くもの巣館の恋人たち        | Tasuketē Kumo no Su Yakata no Koibito-tachi          | Giúp tôi với, những người yêu thích tổ yến của Spider                    | Minoru Yamada    | Takashi Edzure   | 21 tháng 11 năm 1980 |
| 7       | ドグマ式生きているコンピューター     | Doguma Shiki Ikiteiru Konpyūtā                       | Phương trình Dogma, máy tính sống                                        | Takaharu Saeki   | Kyōko Sagiyama   | 28 tháng 11 năm 1980 |
| 8       | 闘え一也！死のドグマ裁判             | Tatakae Kazuya! Shi no Doguma Saiban                 | Chiến đấu đi, Kazuya! Phiên tòa xét xử tử hình của Dogma                 | Takaharu Saeki   | Tsutomu Tsukushi | 5 tháng 12 năm 1980  |
| 9       | 見たぞ！！ドグマ怪人製造工場の秘密   | Mita zo!! Doguma Kaijin Kaizō Kōjō no Himitsu        | Nhìn đây!! Bí mật của nhà máy tu sửa quái vật Dogma                      | Michio Konishi   | Takashi Edzure   | 12 tháng 12 năm 1980 |
| 10      | 危うし！！悪魔のクリスマスプレゼント | Ayaushi!! Akuma no Kurisumasu Purezento              | Nguy hiểm!! Món quà Giáng sinh ma quỷ                                    | Michio Konishi   | Tsutomu Tsukushi | 19 tháng 12 năm 1980 |
| 11      | ＳＯＳ！一也よドグマに協力せよ！！   | Esu Ō Esu! Kazuya yo Doguma ni Kyōryoku seyo!!       | Nguy cấp! Kazuya hợp tác với Dogma!!                                     | Minoru Yamada    | Setsu Kumagai    | 26 tháng 12 năm 1980 |
| 12      | 強敵あらわる！赤心少林拳敗れたり     | Kyōteki Arawaru! Sekishin Shōrin Ken Yaburetari      | Một kẻ thù ghê gớm xuất hiện! Nắm đấm Sincere Shaolin bị đánh bại        | Minoru Yamada    | Takashi Edzure   | 9 tháng 1 năm 1981   |
| 13      | 見つけたり！必殺"梅花"の技           | Mitsuketari! Hissatsu "Baika" no Waza                | Đã phát hiện! Kỹ thuật "Plum-blossom" chết người                         | Minoru Yamada    | Takashi Edzure   | 16 tháng 1 năm 1981  |
| 14      | ドグマ全滅？悪魔博士の笑いガス       | Doguma Zenmetsu? Akuma Hakase no Warai Gasu          | Dogma bị tiêu diệt? Khí cười của bác sĩ quỷ                              | Hideo Tanaka     | Tsutomu Tsukushi | 23 tháng 1 năm 1981  |
| 15      | 天才怪人対ライダーの知恵くらべ       | Tensai Kaijin Tai Raidā no Chie Kurabe               | Thiên tài quái vật đấu với Rider trong một cuộc thi về trí thông minh    | Hideo Tanaka     | Setsu Kumagai    | 30 tháng 1 năm 1981  |
| 16      | 助けて！一つ目怪人が襲ってくるよ     | Tasukete! Hitotsume Kaijin ga Osottekuru yo          | Giúp tôi với! Quái vật một mắt Onimengo bắt đầu tấn công!                | Takaharu Saeki   | Takashi Edzure   | 6 tháng 2 năm 1981   |
| 17      | 一也の血が欲しい！不思議な剣が呼ぶ   | Kazuya no Chi ga Hoshii! Fushigi na Ken ga Yobu      | Ta muốn máu của Kazuya! Triệu hồi thanh kiếm kì lạ                       | Takaharu Saeki   | Takashi Edzure   | 13 tháng 2 năm 1981  |
| 18      | ファイブ・ハンドチェンジ不能！！     | Faibu Hando Chenji Funō!!                            | Năm bàn tay không thể thay đổi!!                                         | Atsuo Okunaka    | Tsutomu Tsukushi | 20 tháng 2 năm 1981  |
| 19      | 悪魔の学習塾！！恐怖のラジカセ怪人   | Akuma no Gakushūjuku!! Kyōfu no Rajikase Kaijin      | Trường dạy kèm ma quái!! Quái vật Cassette Gomoru đáng sợ                | Atsuo Okunaka    | Kyōko Sagiyama   | 27 tháng 2 năm 1981  |
| 20      | 君の家に！ドグマの電話が今夜鳴る     | Kimi no Ie ni! Doguma no Denwa ga Konya Naru         | Trong nhà bạn! Chuông điện thoại tối nay của Dogma                       | Minoru Yamada    | Masaru Igami     | 6 tháng 3 năm 1981   |
| 21      | 緊急指令！ファイブ・ハンドを奪え！！ | Kinkyū Shirei! Faibu Hando o Ubae!!                  | Lệnh khẩn cấp! Đánh cắp năm bàn tay!!                                    | Minoru Yamada    | Takashi Edzure   | 13 tháng 3 năm 1981  |
| 22      | 怪人墓場の決闘！メガール将軍の最期   | Kaijin Hakaba no Kettō! Megāru Shōgun no Saigo       | Đấu tay đôi tại Nghĩa địa quái vật! Hồi kết của General Megirl           | Michio Konishi   | Takashi Edzure   | 20 tháng 3 năm 1981  |
| 23      | 不死身の帝王テラーマクロの正体は？   | Fujimi no Teiō Terā Makuro no Shōtai wa?             | Hình dạng thực sự của Emperor Terror Macro bất tử?                       | Michio Konishi   | Takashi Edzure   | 27 tháng 3 năm 1981  |
| 24      | レッツゴー！！ジュニア・ライダー隊   | Rettsu Gō!! Junia Raidā Tai                          | Tiến lên!! Junior Rider Squad                                            | Minoru Yamada    | Takashi Edzure   | 18 tháng 4 năm 1981  |
| 25      | 飛行機も吸いよせる！！強力磁石怪人   | Hikōki mo Suiyoseru!! Kyōryoku Jishaku Kaijin        | Nó thậm chí còn hút máy bay!! Quái vật nam châm Jishakugen mạnh mẽ       | Minoru Yamada    | Takashi Edzure   | 25 tháng 4 năm 1981  |
| 26      | 時計にご用心？ジンドグマの罠！！     | Tokei ni Goyōjin? Jindoguma no Wana!!                | Hãy cẩn thận với đồng hồ của bạn? Cái bẫy của Jin Dogma!!                | Takaharu Saeki   | Masaru Igami     | 2 tháng 5 năm 1981   |
| 27      | 子供の味方！チャイルドＸの正体は？   | Kodomo no Mikata! Chairudo Ekkusu no Shōtai wa?      | Một người bạn của trẻ em! Danh tính của Child X?                         | Takaharu Saeki   | Tsutomu Tsukushi | 9 tháng 5 năm 1981   |
| 28      | 人間を写しとる怪奇ビデオ怪人         | Ningen o Utsushitoru Kaiki Bideo Kaijin              | Quái vật Videon kỳ quái, kẻ tạo ra các bản sao của con người             | Minoru Yamada    | Masaru Igami     | 16 tháng 5 năm 1981  |
| 29      | 雨あめ降れふれ！怪奇傘男！！         | Ame Ame Fure Fure! Kaiki Kasa Otoko!!                | Mưa, mưa, rơi, rơi!Quái vật ô Amaganser kỳ quái!!                        | Minoru Yamada    | Takashi Edzure   | 23 tháng 5 năm 1981  |
| 30      | 悪の超特急！ローラースケート怪人     | Aku no Chō Tokkyū! Rōrāsukēto Kaijin                 | Ác ma siêu tốc! Quái vật trượt patin Mach Roller                         | Michio Konishi   | Masaru Igami     | 30 tháng 5 năm 1981  |
| 31      | 人間を吸いこむ！スプレー怪人の恐怖   | Ningen o Suikomu! Supurē Kaijin no Kyōfu             | Nó hút con người! Sự đáng sợ của quái vật bình xịt Sprayder              | Michio Konishi   | Kyōko Sagiyama   | 6 tháng 6 năm 1981   |
| 32      | ライダーを餌にしろ！釣り竿怪人出現   | Raidā o Esa ni Shiro! Tsurizao Kaijin Shutsugen      | Mồi câu Rider! Quái vật cần câu Tsuribot xuất hiện                       | Minoru Yamada    | Masaru Igami     | 13 tháng 6 năm 1981  |
| 33      | みんなで闘おう！恐怖のラジコン怪人   | Minna de Tatakaō! Kyōfu no Rajikon Kaijin            | Hãy cùng nhau chiến đấu! Quái vật Radigorn đáng sợ                       | Minoru Yamada    | Sukehiro Tomita  | 20 tháng 6 năm 1981  |
| 34      | マサルがひろった魔法の赤ランプ       | Masaru ga Hirotta Mahō no Aka Ranpu                  | Ánh sáng đỏ ma thuật mà Masaru tìm thấy                                  | Minoru Yamada    | Takashi Edzure   | 27 tháng 6 năm 1981  |
| 35      | 怪奇イス人間！処刑の部屋！           | Kaiki Isu Ningen! Shokei no Heya!                    | Vị chủ toạ kỳ quái! Phòng thi hành án!                                   | Yoshiharu Tomita | Masaru Igami     | 4 tháng 7 năm 1981   |
| 36      | ハサミ怪人のチョキンチョキン作戦！！ | Hasami Kaijin no Chokinchokin Sakusen!!              | Chiến dịch cắt tỉa của quái vật kéo HasaminBlood!!                       | Yoshiharu Tomita | Kosuke Yoshida   | 11 tháng 7 năm 1981  |
| 37      | 巨腕コマ怪人！灯台の死闘！！         | Kyowan Koma Kaijin! Tōdai no Shitō!!                 | Quái vật tay quay KomaThunder lớn nhất! Tử chiến tại ngọn hải đăng!!     | Minoru Yamada    | Masaru Igami     | 18 tháng 7 năm 1981  |
| 38      | 危い！冷蔵庫怪人の中に入るな！！     | Abunai! Reizōko Kaijin no Naka ni Hairu na!!         | Nguy hiểm! Đừng vào nơi mà quái vật tủ lạnh Kogoenbee đang ở!!           | Minoru Yamada    | Takashi Edzure   | 25 tháng 7 năm 1981  |
| 39      | 強力ライター怪人の弱点はどこだ！！   | Kyōryoku Raitā Kaijin no Jakuten wa Doko da!!        | Đâu là điểm yếu của quái vật bật lửa FrankeLighter mạnh mẽ!!             | Takaharu Saeki   | Masaru Igami     | 1 tháng 8 năm 1981   |
| 40      | あっ人間が溶ける！石けん怪人出現     | Ā Ningen ga Tokeru! Sekken Kaijin Shutsugen          | Oh, con người đang tan chảy! Quái vật xà phòng Shabonurun xuất hiện      | Takaharu Saeki   | Kosuke Yoshida   | 8 tháng 8 năm 1981   |
| 41      | 動物園の一也、水中檻から脱出不能？   | Dōbutsuen no Kazuya, Suichū Ori Kara Dasshutsu Funō? | Kazuya trong sở thú, Thoát ra khỏi chiếc lồng dưới nước không thể thoát? | Atsuo Okunaka    | Takashi Edzure   | 15 tháng 8 năm 1981  |
| 42      | 悪魔元帥の大仮装パーティー           | Akuma Gensui no Dai Kasō Pātī                        | Bữa tiệc trang phục tuyệt vời của Marshal Demon                          | Atsuo Okunaka    | Masaru Igami     | 22 tháng 8 năm 1981  |
| 43      | 世界が凍る！？扇風機怪人の威力！     | Sekai ga Kōru!? Senpūki Kaijin no Iryoku!            | Thế giới đang đóng băng!? Sức mạnh của quái vật quạt điện Goldar!        | Minoru Yamada    | Sukehiro Tomita  | 29 tháng 8 năm 1981  |
| 44      | ニョキ・ニョキのびるハシゴ怪人の魔手 | Nyoki-nyoki Nobiru Hashigo Kaijin no Mashu           | Ảnh hưởng xấu của quái vật bậc thang Hashigorn                           | Minoru Yamada    | Kyōko Sagiyama   | 5 tháng 9 năm 1981   |
| 45      | 君の考えた最優秀怪人ショオカキング   | Kimi no Kangaeta Saiyūshū Kaijin Shōkakingu          | Quái vật tuyệt vời nhất bạn nghĩ đến, ShokaKing                          | Takaharu Saeki   | Masaru Igami     | 12 tháng 9 năm 1981  |
| 46      | 悪魔元帥怒る！変身せよ鬼火！王女！！ | Akuma Gensui Ikaru! Henshin seyo Onibi! Ōjo!!        | Marshal Demon trở nên giận dữ! Biến đổi thành Onibi! Nữ hoàng!!          | Takaharu Saeki   | Takashi Edzure   | 19 tháng 9 năm 1981  |
| 47      | 黄金の雨！幽霊博士最後のワナ！！     | Ōgon no Ame! Yūrei Hakase Saigo no Wana!!            | Mưa vàng! Bẫy cuối cùng của Doctor Ghost!!                               | Minoru Yamada    | Takashi Edzure   | 26 tháng 9 năm 1981  |
| 48      | 地球よさらば！一也宇宙への旅立ち！！ | Chikyū yo Saraba! Kazuya Uchū e no Tabidachi!!       | Tạm biệt, Trái đất! Kazuya đi ra ngoài không gian!!                      | Minoru Yamada    | Takashi Edzure   | 3 tháng 10 năm 1981  |

## Movie
- 1981: Kamen Rider Super-1: The Movie (劇場版 仮面ライダースーパー１ Gekijō-ban Kamen Raidā Sūpā Wan?)

## Diễn viên
- Shunsuke Takasugi (高杉俊介 Takasugi Shunsuke?): Kazuya Oki
- Nobuo Tsukamoto (塚本信夫 Tsukamoto Nobuo?): Genjiro Tani
- Ulf Georgii-Hemming / Ulf Otsuki (大月ウルフ Ōtsuki Urufu?): Professor Henry
- Munemaru Koda (幸田宗丸 Kōda Munemaru?): Master Genkai
- Kenji Nishiyama (西山健司 Nishiyama Kenji?): Benkei
- Akira Shioji (汐路章 Shioji Akira?): Emperor Terror Macro
- Toshihiko Miki (三木敏彦 Miki Toshihiko?): General Megirl
- Yuki Yoshizawa (吉沢由紀 Yoshizawa Yuki?): Princess Yokai
- Hiroo Kawarazaki (河原崎洋夫 Kawarazaki Hiroo?): Commander Onibi
- Kazuo Suzuki (鈴木和夫 Suzuki Kazuo?): Doctor Ghost
- Yoko Todo (藤堂陽子 Tōdō Yōko?): Staff Officer Witch
- Teru Sato / Teruaki Sato (佐藤輝/佐藤輝昭 Satō Teru / Satō Teruaki?): Masao Kozuka / Choro
- Yumiko Tanaka (田中由美子 Tanaka Yumiko?): Harumi Kusanami
- Rieko Nagatsuka (永塚りえこ Nagatsuka Rieko?): Masako Mizunuma
- Katsuya Hayakawa (早川勝也 Hayakawa Katsuya?): Ryo Kusanami
- Kazunori Tanaka (田中和則 Tanaka Kazunori?): Daisuke Akita
- Tadaomi Watanabe (渡辺忠臣 Watanabe Tadaomi?): Shigeru Matsuoka
- Ayumu Iwaki (岩城歩 Iwaki Ayumu?): Mamoru Murayama
- Moriyuki Ogido (荻堂守幸 Ogidō Moriyuki?): Takeshi Tanaka
- Izumi Nakamura (中村和泉 Nakamura Izumi?): Michiru Ishikawa
- Hitoshi Hagiwara (萩原等司 Hagiwara Hitoshi?): Masaru Ishikawa
- Kentaro Kaji (加地健太郎 Kaji Kentarō?): Marshal Demon
- Yoshitaka Sato/Shinji Nakae (佐藤良孝/中江真司 Satō Yoshitaka/Nakae Shinji?) - Người dẫn chuyện.

## Nhạc phim
Opening theme
- "Kamen Rider Super-1" (仮面ライダースーパー1 Kamen Raidā Sūpā Wan?)
  - Lyrics: Shotaro Ishinomori
  - Composition: Shunsuke Kikuchi
  - Artist: Shunsuke Takasugi (高杉 俊介 Takasugi Shunsuke?) with Kōrogi '73

Ending themes
- "Hi o Fuke Rider Ken" (火を噴けライダー拳 Hi o Fuke Raidā Ken?, "The Fiery Rider Fist")
  - Lyrics: Saburō Yatsude
  - Composition: Shunsuke Kikuchi
  - Artist: Shunsuke Takasugi with Korōgi '73
  - Episodes: 1-23
- "Junior Rider Tai no Uta" (ジュニアライダー隊の歌 Junia Raidā Tai no Uta?, "The Song of the Junior Rider Team")
  - Lyrics: Kei Akai (赤井 圭 Akai Kei?)
  - Composition: Shunsuke Kikuchi
  - Artist: Ichirou Mizuki with the Columbia Yurikago-kai and Kōrogi '73
  - Episodes: 24-48

## Other Media

### Manga
1. Kamen Rider Super-1 (TV Magazine manga) (仮面ライダースーパー1 Kamen Raidā Sūpā Wan?)
2. Kamen Rider Super-1 (TV Land manga) (仮面ライダースーパー1 Kamen Raidā Sūpā Wan?)
3. Kamen Rider Super-1 (Adventure King manga) (仮面ライダースーパー1 Kamen Raidā Sūpā Wan?)
4. Glory of Kamen Rider (栄光の仮面ライダー Eikō no Kamen Raidā?)

## Other Songs
- Go! Super Machine
- Muteki No Yuusha Super-1
- Sekai Ni Hitori
- Five Hands Rock
- Yume No Nagareboshi
- Hiden Sekishin Shourin-Ken
- 9-Nin Rider Eien Ni

## Phát sóng quốc tế
Super-1 được phát sóng ở Indonesia vào năm 1995. Trong phiên bản này, bài hát mở đầu đã được đổi thành một bài hát khác (nhạc phim không được đặt tên).